# Seyfettin Asal
Seyfettin Asal   (1901 - 1955)(n. 1901 Istanbul, m. 1955 Istanbul), compositor, pedagog turc.
És un dels principals representants de la segona generació de l'escola de violí turca i un dels compositors importants de l'època. L'artista, que va estudiar al Conservatori de Viena amb el seu germà Sezai Asal, va ensenyar a "Galatasaray High School" i al Conservatori d'Istanbul durant 30 anys després de tornar a Turquia el 1924. Va formar importants mestres de violí i compositors; Va formar la base de l'Orquestra Simfònica Estatal d'Istanbul amb les orquestres que va fundar.

## Biografia
Va néixer a Istanbul. El seu talent musical va sorgir durant els anys de primària. Als vuit anys, va començar a prendre classes de violí de Madame Duchasten i de piano a Hege. Més tard, va treballar amb Zeki Üngör i amb la banda "Mızıka-yı Hümâyun" durant uns dos anys. El seu germà gran Sezai tocava el violoncel. Amb el suport de l'amic íntim del seu pare Ahmet Muhtar Mollaoğlu, l'any 1914, quan tenia 13 anys, la seva família el va enviar a Viena amb el seu germà gran a estudiar música.
Durant la seva educació al Conservatori Estatal de Viena, Seyfettin Asal va prendre classes de violí d'Arnold Reze i classes de composició (lliçons d'harmonia, contrapunt i fuga) de Joseph Marx. Mentre era a Viena, va interpretar el concert per a violí de Brahms en un concert dirigit pel director del conservatori Ferdinand Löwe. Després de la seva formació, va aprovar l'examen de l'Orquestra de l'Orquestra Filharmònica de Viena. No obstant això, es va acomiadar abans de començar el seu deure i va tornar a casa amb el seu germà Sezai Asal per fer el servei militar. Després d'arribar a Turquia, va decidir no tornar a Viena sinó quedar-se al seu país.
Els dos germans van començar a ensenyar a Darülelhan, que més tard es va anomenar Conservatori Municipal d'Istanbul. També van ensenyar a la "Galatasaray High School".
El 1925, va fer estudis de folklore a la regió de l'Egeu amb el seu germà gran Sezai Asal, i l'any següent va publicar dos llibres sobre aquest tema, "Yurdumuzun Nağmeleri" (Cançons del nostre país) i, "Kadın Erkek Oyun Havaları" (El temps de joc femení masculí). L'obra titulada "Nağmeleri", és la primera obra compilada oficialment a Turquia.
Seyfettin Asal va reunir els estudiants del conservatori i va fundar una orquestra anomenada Gran Orquestra Conservatori. Aquesta orquestra va oferir concerts en els quals van participar com a solistes intèrprets famosos com Alis Rosental, Liko Amar, Zino Francescatti, Alex Vegh. El 1944, va fundar l'Orquestra de la Societat d'Artistes Musicals d'Istanbul (més tard coneguda com l'Orquestra de la Ciutat d'Istanbul) amb Hüseyin Sadeddin Arel i Cemal Reşit Rey. Aquestes orquestres van oferir concerts sota la direcció de Seyfettin Asal i Cemal Reşit Rey. Amb aquestes orquestres que va fundar, l'artista va establir les bases de l'actual Orquestra Simfònica Estatal d'Istanbul. A part d'això, va formar un trio anomenat "Turkish Trio" juntament amb el seu germà gran Sezai Asal i Cemal Reşit Rey i va donar concerts.
Les operetes que va compondre es van posar en escena a Istanbul entre 1935 i 1945, especialment pel Grup d'Operetes Folk. Vur Patlasın, escenificada a l'Atilla Revue Operetta el 1945, és l'última opereta escenificada.
Seyfettin Asal va continuar ensenyant als seus alumnes a casa seva a Fenerbahçe fins als seus últims dies. L'artista, que es va casar dues vegades i no va tenir fills, va morir el 1955 als 54 anys. Va ser enterrat al cementiri de Yahya Efendi Lodge.

## Obres
composicions

Se sap que Seyfettin Asal té obres de diverses formes per a violí i piano i una simfonia interpretada per ell. L'artista, que també és un compositor d'operetes, va compondre operetes els llibrets de les quals eren escrits generalment per Mahmut Yesari. Moltes de les seves obres han estat posades en escena per la Folk Operetta Company. Les operetes Bay-Bayan, Florya, İçe, Kina Gecesi, Se-Yek, Vur Patlasın es troben entre les operetes escenificades a Istanbul entre 1934 i 1945.

## Alguns dels seus alumnes
- Ali Doğan Sinangil
- Ermukan Saydam
- Necdet Levent
- Nuri Sami Koral
- Yalçın Tura
- İlhan Usmanbaş
- Erdoğan Saydam
- Ermukan Saydam
- Panayot Abacı
- Reşit Erzin